# Oposició (astronomia)
Oposició és quan dos astres es troben, amb relació a la Terra, en dos punts del cel diametralment oposats. Dos astres amb longitud celeste geocèntrica que difereix en 180°. Només els planetes exteriors i la Lluna poden trobar-se en oposició al Sol. La Terra es troba entre el Sol i el planeta. Quan ocorre el planeta passa pel meridià del lloc a mitjanit. El planeta és visible durant tota la nit i ocupa una posició el més pròxima a la Terra pel que el seu diàmetre és el major possible i les condicions d'observació telescòpica són idònies.
Les oposicions lunars ocorren en Lluna plena. Si la Lluna està prop dels nodes de la seva òrbita, ocorrerà un eclipsi de Lluna.
Les oposicions es repeteixen cada període sinòdic del planeta.
Per l'observació des de la més remota antiguitat sabem que els períodes sinòdics dels planetes són:
| Planeta         | Mart     | Júpiter  | Saturn   |
| Període sinòdic | 780 dies | 399 dies | 378 dies |

Com el moviment de translació de la Terra i dels planetes al voltant del Sol no és uniforme sinó que seguix la Ley de les àrees de Kepler, el temps transcorregut entre dos oposicions varia. Si calculem el valor mitjà trobem el valor anterior.
La taula d'oposicions del planeta Júpiter durant una volta del planeta en la seva òrbita:
| Dia julià    | Data         | T.U.(h)      | Longitud Heliocèntrica | Longitud Heliocèntrica | Període Sinòdic (N) |
| 2449076,99   | 30 Mar 1993  | 12           | 189é                   | 47'                    | 395,47              |
| 2449472,86   | 30 Abr 1994  | 9            | 219                    | 47                     | 395,87              |
| 2449869,97   | 1 Juny 1995  | 11           | 250                    | 31                     | 397,11              |
| 2450268,98   | 4 Jul 1996   | 11           | 282                    | 46                     | 399,01              |
| 2450670,06   | 9 Ago 1997   | 13           | 317                    | 00                     | 401,08              |
| 2451072,62   | 16 Sep 1998  | 3            | 353                    | 03                     | 402,56              |
| 2451475,29   | 13 Oct 1999  | 19           | 29                     | 56                     | 402,67              |
| 2451876,59   | 28 Nov 2000  | 2            | 66                     | 09                     | 401,3               |
| 2452275,74   | 1 Gen 2002   | 6            | 100                    | 38                     | 399,15              |
| 2452672,88   | 2 Feb 2003   | 9            | 133                    | 06                     | 397,14              |
| 2453068,70   | 4 Mar 2004   | 5            | 163                    | 58                     | 395,82              |
| 2453464,14   | 3 Abr 2005   | 15           | 193                    | 58                     | 395,44              |
| Mitjana:     | Mitjana:     | Mitjana:     | Mitjana:               | Mitjana:               | 398,55              |
| Oscil·lació: | Oscil·lació: | Oscil·lació: | Oscil·lació:           | Oscil·lació:           | 7,23                |

La taula d'oposicions del planeta Mart durant una volta del planeta en la seva òrbita:
| Data Juliana | Data         | T.U.         | T.U.         | Mínima distància(U.A.) | Longitud Heliocèntrica | Longitud Heliocèntrica | Període Sinòdic (N) |
| 2449760,60   | 12 Feb 1995  | 2h           | 25m          | 0,67570                | 142º                   | 56'                    | 765,16              |
| 2450524,83   | 17 Mar 1997  | 7            | 48           | 0,65939                | 176                    | 49                     | 764,23              |
| 2451293,23   | 14 Abr 1999  | 17           | 31           | 0,57846                | 214                    | 10                     | 768,4               |
| 2452074,24   | 13 Juny 2001 | 17           | 39           | 0,45016                | 262                    | 51                     | 781,01              |
| 2452880,25   | 28 Ago 2003  | 17           | 53           | 0,37271                | 335                    | 08                     | 806,01              |
| 2453681,83   | 7 Nov 2005   | 7            | 52           | 0,46406                | 45                     | 08                     | 801,58              |
| 2454459,32   | 24 Des 2007  | 19           | 41           | 0,58935                | 92                     | 43                     | 777,49              |
| 2455226,32   | 29 Gen 2010  | 19           | 37           | 0,66398                | 129                    | 52                     | 767                 |
| 2455990,34   | 3 Mar 2012   | 20           | 04           | 0,67368                | 163                    | 46                     | 764,02              |
| 2456756,37   | 8 Abr 2014   | 20           | 57           | 0,61756                | 199                    | 05                     | 766,03              |
| Mitjana:     | Mitjana:     | Mitjana:     | Mitjana:     | Mitjana:               | Mitjana:               | Mitjana:               | 777,31              |
| Oscil·lació: | Oscil·lació: | Oscil·lació: | Oscil·lació: | Oscil·lació:           | Oscil·lació:           | Oscil·lació:           | 41,99               |

Des del punt de vista de l'observació telescòpica si l'oposició té lloc prop del periheli del planeta (oposicions perihèliques) la distància del planeta a la Terra és mínima i l'observació molt favorable. Al contrari, si l'oposició ocorre prop de l'afeli és molt desfavorable.
A causa de l'elevada excentricitat de Mart en la seva òrbita aquest efecte és especialment important en les Oposicions de Mart. Estes es produïxen cada 2 anys i 50 dies, així si una oposició ocorre a una longitud, la següent ocorrerà a una longitud 48º,8 superior (l'angle que avança la Terra en 50 dies). Així en 7 u 8 oposicions les longituds peguen una volta completa. Quan la longitud de l'oposició és pròxima a 335º (longitud del periheli de l'òrbita de Mart) l'oposició és perihélica i molt favorable. Açò significa que cada 15 anys o 17 anys hi haurà una oposició perihélica.